# Winter (comics)
Pour les articles homonymes, voir Winter.
Winter est un personnage de fiction, un super-héros créé par Wildstorm Comics. Il est apparu pour la première fois dans Stormwatch (Vol.1) #1.

## Biographie du personnage
Le jeune Nikolas Kamarov serait le fils caché de Zealot et John Colt. Il fut élevé sans rien connaitre de ses origines par un pilote d'essai marié à une aristocrate.
Il grandit en Sibérie où il devint un gymnaste olympique. Après avoir voyagé à travers le monde, il méprisa le gouvernement Soviétique brutal et se retrouva un ennemi de l’État. Il fut contraint de rejoindre les Spetsnaz et découvrit les horreurs de la guerre. Il fut blessé en Afghanistan. Son rapport médical attira l'attention de Stormwatch, l'équipe de crise des Nations unies. On lui proposa d'activer ses pouvoirs, un entrainement et une place dans l'équipe, ce qu'il accepta.
Winter fut promu leader tactique de Stormwatch Prime. Il resta l'un des agents les plus loyaux jusqu'à ce que leur base Skywatch soit infesté par des aliens. Se servant de ses dernières forces, il pilota la station vers le soleil pour stopper la menace.
Son pouvoir le sauva de la mort, le faisant fusionner avec l'astre dans une agonie éternelle. Enragé par la cruauté des Terriens, il désira détruire sa planète natale et y projeta des boules de feu solaire, tuant de nombreux civils. The Authority fut forcé de l'enfermer à l'intérieur du soleil.

### Renaissance
En résultat de l'évènement Worldstorm, Stormwatch et Winter sont toujours vivants. 
Le nouveau Dcteur[Quoi ?] de l'Autorité informa qu'il pouvait accomplir ce que son prédécesseur ne pouvait pas et il ramena Winter à la vie. Il projeta son âme dans un corps cloné (et un peu plus jeune). L'âme étant liée à Fuji, Fahrenheit et Hellstrike, ces trois héros furent aussi ressuscités.

## Pouvoirs et capacités
- Winter absorbe l'énergie radioactive, l'énergie cinétique et la chaleur, qu'il peut rediriger sous la forme de rafales énergétiques et aussi accroitre sa force physique et sa capacité à survivre dans des environnements hostiles.
- Son pouvoir est virtuellement illimité, et quand il est chargé, il peut survivre dans l'espace sans combinaison, guérir rapidement et voler à des vitesses très élevées. Il a ainsi pu survivre à une collision directe avec le Soleil.
- Il est aussi capable de pister les signatures énergétiques de machines ou d'autres manipulateurs d'énergie.
- Il peut aussi absorber l'énergie d'origine magique, mais souffre grandement.